# Gulia, Dâmbovița
Gulia este un sat în comuna Tărtășești din județul Dâmbovița, Muntenia, România.